# Нора Байчикова
Нора Байчикова (словац. Nora Bajčíková; 31 грудня 1966 — 1 січня 2014) — колишня словацька тенісистка.
Найвищу одиночну позицію світового рейтингу — 350 місце досягла 21 грудня 1986, парну — 199 місце — 21 грудня 1986 року.
Здобула 1 одиночний та 5 парних титулів туру ITF.

## Фінали ITF
| Легенда         |
| --------------- |
| Турніри $25,000 |
| Турніри $10,000 |

### Одиночний розряд: 4 (1–3)
| Результат | Ранг | Дата             | Турнір                     | Покриття | Суперниця       | Рахунок       |
| --------- | ---- | ---------------- | -------------------------- | -------- | --------------- | ------------- |
| Поразка   | 1.   | 4 листопада 1985 | Пітерборо, Велика Британія | Тверде   | Сесілія Дальман | 5–7, 2–6      |
| Поразка   | 2.   | 4 червня 1989    | Катовиці, Польща           | Ґрунт    | Анке Губер      | 1–6, 2–6      |
| Поразка   | 3.   | 31 серпня 1992   | Толука-де-Лердо, Мексика   | Тверде   | Яна Неєдли      | 4–6, 4–6      |
| Перемога  | 4.   | 5 жовтня 1992    | Мехіко, Мексика            | Ґрунт    | Лусіла Бесерра  | 7–5, 5–7, 7–6 |

### Парний розряд: 13 (5–8)
| Результат | Ранг | Дата              | Турнір                            | Покриття | Партнерка           | Суперниці                           | Рахунок       |
| --------- | ---- | ----------------- | --------------------------------- | -------- | ------------------- | ----------------------------------- | ------------- |
| Поразка   | 1.   | 5 серпня 1985     | Кіцбюель, Австрія                 | Ґрунт    | Петра Тесарова      | Ольга Вотавова Гана Фукаркова       | 5–7, 3–6      |
| Перемога  | 1.   | 1 червня 1987     | Адрія, Італія                     | Ґрунт    | Петра Лангрова      | Еріка Сміт Река Сіксаї              | 6–7, 7–5, 6–2 |
| Поразка   | 2.   | 8 червня 1987     | Карпі, Італія                     | Ґрунт    | Петра Лангрова      | Гана Ґай Кейт Макдоналд             | 7–6, 5–7, 5–7 |
| Поразка   | 3.   | 27 липня 1987     | Ноймюнстер, Західна Німеччина     | Ґрунт    | Іва Бударжова       | Дениса Крайчовичова Радка Зрубакова | 0–6, 2–6      |
| Поразка   | 4.   | 3 серпня 1987     | Реда-Віденбрюк, Західна Німеччина | Ґрунт    | Дениса Крайчовичова | Гана Фукаркова Яна Поспішилова      | 2–6, 0–6      |
| Поразка   | 5.   | 20 серпня 1987    | Дармштадт, Західна Німеччина      | Ґрунт    | Дениса Крайчовичова | Гана Фукаркова Яна Поспішилова      | 0–6, 3–6      |
| Перемога  | 2.   | 8 серпня 1988     | Дармштадт, Західна Німеччина      | Ґрунт    | Петра Голубова      | Nelia Kruger Ева-Марія Шюргофф      | 5–7, 6–3, 6–3 |
| Поразка   | 6.   | 28 листопада 1988 | Будапешт, Угорщина                | Килим    | Петра Голубова      | Сильвія Чопек Antonia Homolya       | 6–7, 2–6      |
| Поразка   | 7.   | 24 квітня 1989    | Дубровник, Югославія              | Ґрунт    | Петра Голубова      | Река Сіксаї Віраг Чурго             | 0–6, 0–1 ret. |
| Перемога  | 3.   | 17 липня 1989     | Дармштадт, Західна Німеччина      | Ґрунт    | Петра Голубова      | Марія Екстранд Мішель Штребель      | 6–3, 6–2      |
| Перемога  | 4.   | 31 липня 1989     | Реда-Віденбрюк, Західна Німеччина | Ґрунт    | Петра Голубова      | Деніелл Джонс Лайза Келлер          | 6–1, 6–2      |
| Поразка   | 8.   | 22 травня 1994    | Катовиці, Польща                  | Ґрунт    | Зузана Немшакова    | Ленка Ценкова Алена Вашкова         | w/o           |
| Перемога  | 5.   | 8 серпня 1994     | Падерборн, Німеччина              | Ґрунт    | Сімона Недоростова  | Карміна Хіральдо Нанні де Вільєрс   | 2–6, 4–6      |